# Museo della Manifattura Chini

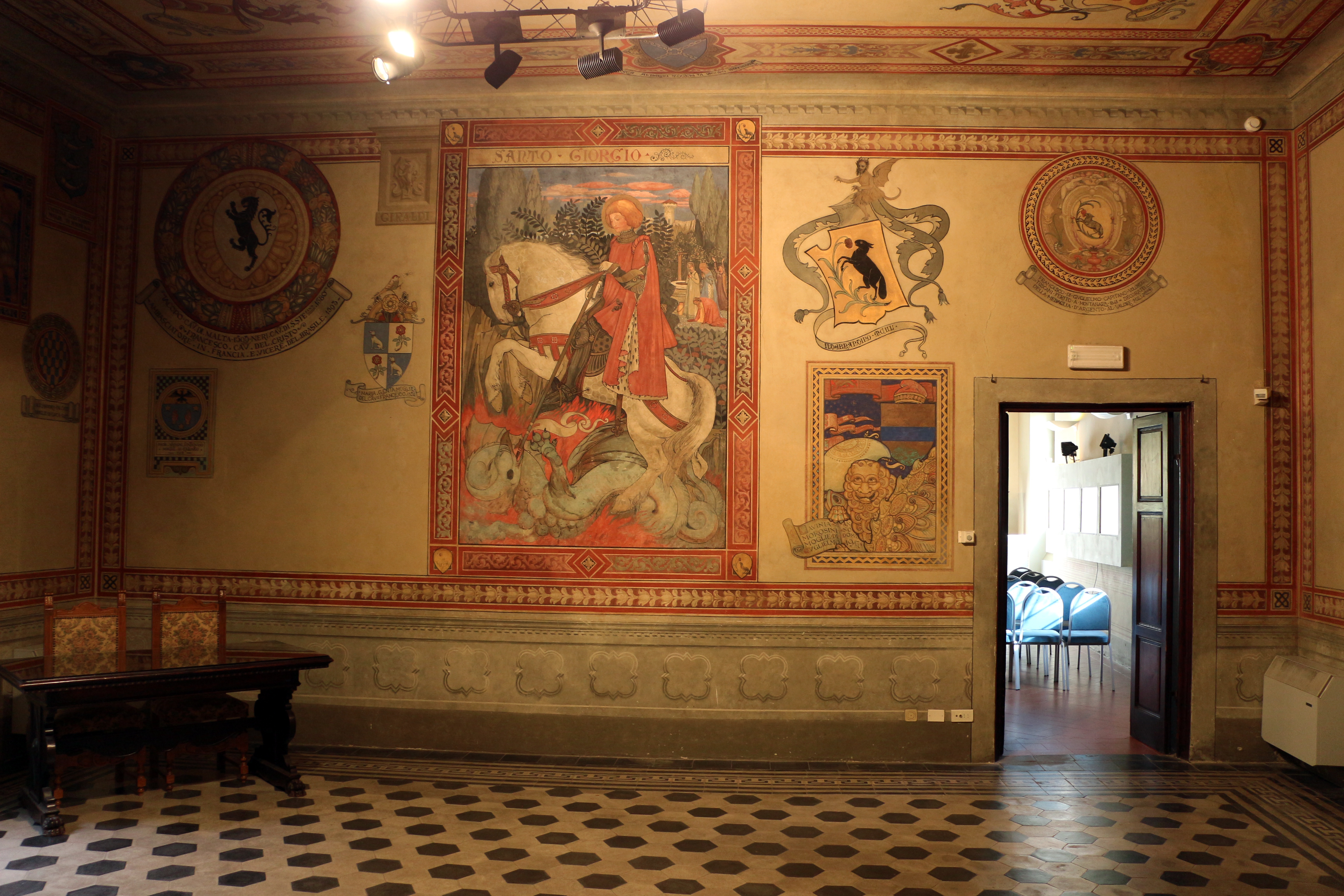
Una sala con affreschi

Il Museo della Manifattura Chini si trova a Borgo San Lorenzo, ospitato a villa Pecori Giraldi. Dal 2019 ha cambiato nome in Chini Museo.

## Descrizione
Il "Museo della Manifattura Chini" è stato inaugurato nel 1999 e fa parte del sistema museale territoriale denominato Museo diffuso. 
Il museo ripercorre il percorso artistico di Galileo Chini e dei suoi familiari, originari di Borgo San Lorenzo, e in particolare delle manifatture artistiche, specialmente per la produzione ceramica, impiantate dal Chini prima a Firenze (la Manifattura Arte della Ceramica) e poi, dal 1925, a Borgo, le Fornaci di San Lorenzo. Quest'ultima ditta verrà portata avanti dai cugini e nipoti del Chini, in particolare Tito e Augusto, fino alla seconda guerra mondiale, quando fu distrutta dai bombardamenti.
Il percorso di visita si sviluppa negli interni della villa Pecori Giraldi, donata al Comune nel 1978, e decorata a partire dai primi del Novecento dagli stessi artisti della famiglia Chini, compreso il capostipite Pietro Alessio.
In particolare vi lavoreranno anche Galileo Chini e Tito Chini. Quest'ultimo lavorerà anche al restauro della villa chiamato giovanissimo dal generale Guglielmo Pecori Giraldi siglando e firmando i suoi interventi dal 1920 al 1922 sullo sguancio della porta che conduce alla torre.
Nel 2019 il museo è stato oggetto di un nuovo allestimento, cambiando anche il nome in "Chini Museo" e improntandolo principalmente sulla sola figura di Galileo Chini. Alcune sale sono dedicate al "Chini Contemporary" per esposizioni temporanee cui si affianca anche il "Chini Museo dei bambini".
Fino al 2019, nelle sale, tra i bozzetti originali della manifattura, il percorso espositivo si snodava nelle varie fasi dell'attività artistica dei Chini, protagonisti della scena liberty italiana, con notevoli esempi di arte ceramica, vetraria e pittorica legata a tutti gli artisti della Manifattura. Oggi le sale sono dedicate ai manufatti di Galileo Chini, riservando anche uno spazio espositivo dedicato all’arte contemporanea e ai linguaggi visivi.
Al percorso museale è affiancato il laboratorio didattico per bambini "Chini Lab".